# إعادة تدوير الزجاج

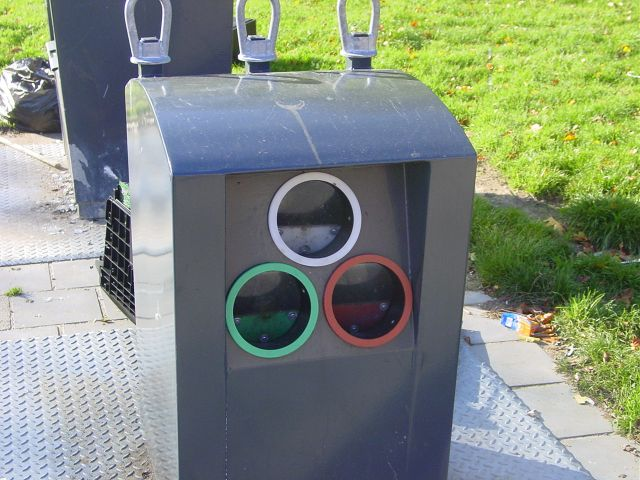
نقطة لتجميع النفايات الزجاجية في حي من الأحياء تتضمن ثلاث حاويات للفصل حسب اللون.

تدوير نفايات الزجاج هي عملية تحويل نفايات الزجاج إلى منتجات قابلة للاستخدام. يسمى الزجاج المكسر والجاهز لإعادة الصهر السُّؤَر أو كسارة الزجاج. يجب فصل النفايات الزجاجية على أساس التركيب الكيميائي، وبعد ذلك، قد يتم فصلها إلى ألوان مختلفة وذلك اعتماداً على الاستخدام النهائي وعلى قدرات المعالجة المحلية. العديد من شركات تدوير النفايات تجمع الزجاج على أساس اللون لأنه يحتفظ بلونه بعد إعادة التدوير.
يشكل الزجاج عنصراً كبيراً من النفايات المنزلية والصناعية بسبب وزنه وكثافته. إن الزجاج الموجود في أماكن تجميع النفايات المحلية مكوّن من القوارير الزجاجية والأواني الزجاجية المكسورة والمصابيح الكهربائية وغيرها. بالإضافة إلى هذه النفايات، فأن حقيقة وجود عيب تصنيع بمعدل أربعين بالمائة في العديد من الطرق اليدوية لصناعة الأدوات الزجاجية. يستخدم إعادة تدوير الزجاج طاقة أقل من تصنيع الزجاج من الرمل والجير والصودا.
كل 1 طن من تدوير نفايات الزجاج إلى منتجات جديدة ينقذ 315 كغ من ثاني أكسيد الكربون بأن يُطلق في الغلاف الجوي أثناء تصنيع زجاج جديد. العديد من نقاط تجميع نفايات الزجاج من المستهلكين تكون لديها ثلاث حاويات منفصلة وهي، حاوية للزجاج الشفاف أو بلا لون وحاوية للزجاج الأخضر وحاوية للزجاج الأصفر. إن إعادة تصنيع نفايات الزجاج لتحويلها إلى حاويات وحافظات زجاجية تتطلب فصل النفايات حسب اللون، لأن الزجاج يميل للاحتفاظ بلونه بعد إعادة تدويره. أما إذا كان الغرض من الزجاج المعاد تدويره هو لتصنيع منتجات أخرى (ليس حاويات وحافظات زجاجية)، أو إذا كان مدوّروا النفايات يستخدمون معدات حديثة بصرية لفصل النفايات الزجاجية حسب اللون، بالتالي يصبح فصل الزجاج حسب اللون في أماكن تجميع النفايات من المستهلكين غير مطلوب. ينبغي عدم التخلص من الزجاج المقاوم للحرارة في حاويات جمع النفايات الزجاجية كالبيركس وزجاج البوروسيليكات، لأن قطعة واحدة من هذه المواد سيغير من لزوجة السوائل الموجودة في فرن إعادة صهر الزجاج.